# Il topo di città e il topo di campagna

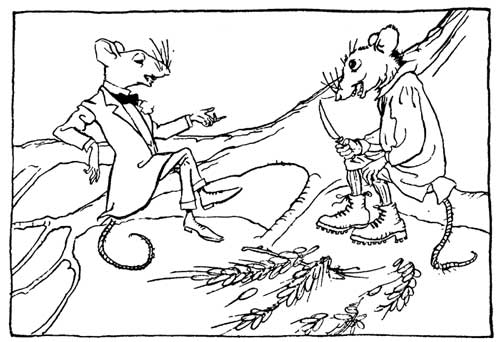
Illustrazione della favola, realizzata da Arthur Rackham (1912)

Il topo di città e il topo di campagna è una favola scritta da Esopo, nel VI secolo a.C.

## Trama
Un fiero topo di campagna fa visita a suo cugino che abita in città. Quest'ultimo gli offre quindi un lauto pranzo nella dimora in cui risiede che consiste in una serie di cibi raffinati. Ma il loro ricco banchetto viene improvvisamente interrotto da due cani mastini che costringono i cugini roditori a rifugiarsi in una tana per sicurezza. Il topo di campagna decide quindi di ritornare a casa, dicendo al cugino che preferisce mangiare lardo e fagioli in pace piuttosto che dolci e marmellata nell'angoscia.
Morale: È meglio vivere in santa pace una vita modesta, piuttosto che vivere nel lusso sempre fra i batticuori.